# Les Liens du cœur (téléfilm, 2016)
Pour les articles homonymes, voir Les Liens du cœur.

Les Liens du cœur est un téléfilm français réalisé par Régis Musset et diffusé en 2016. 

## Synopsis
Gaëlle, une femme de quarante ans, perd Jocelyn, l'homme avec lequel elle vit dans un accident de voiture. Jocelyn laisse orphelin le jeune Hugo, 9 ans. Même si Gaëlle l'élève depuis plusieurs années, elle n'a aucun lien de parenté légal avec lui. Les parents de Jocelyn souhaitent obtenir la garde de leur petit-fils. S'ensuit un drame familial pour la garde de l'enfant.

## Fiche technique
- Titre original : Les Liens du cœur
- Titre anglais : Bound by Heart
- Réalisation : Régis Musset
- Scénario : Mikaël Ollivier
- Producteur : Thomas Bourguignon et Stéphanie Carrère
- Société de production : Kwaï Production, France Télévisions
- Musique : Guillaume Roussel
- Montage : Gaëlle Ramillon
- Image : Gérard Sterin
- Genre : drame
- Durée : 1 h 30 minutes
- Date de diffusion :  France : 6 décembre 2016 (France 3)

## Distribution
- Hélène de Fougerolles : Gaëlle
- Hélène de Saint-Père : Agnès
- Bernard Yerlès : Georges
- Marie-Christine Adam : Marie-Claude
- Alika Del Sol : Nadia
- Valentine Bouly : Lilou
- Aramis Delamare : Hugo
- Renaud Leymans : Jocelyn

## Tournage
Le tournage s'est déroulé en Gironde et notamment à Bordeaux, du 28 octobre 2015 au 26 novembre 2015,.

## Accueil critique
Le Figaro parle d'« un téléfilm d'autant plus poignant qu'il est extrêmement réaliste » et salue la prestation d'Hélène de Fougerolles. La prestation de l'actrice est également apprécie par Télé 2 semaines qui la juge « remarquable dans cette fiction qui aborde un vrai sujet de société ». Le Parisien évoque une « comédie [qui] se veut touchante tout en évitant de verser dans les excès lacrymaux » et estime qu'« Hélène de Fougerolles donne toute sa force et sa conviction à cette maman à la tête d'une famille recomposée confrontée à une faille juridique ». 

## Audience
Lors de sa diffusion, le 6 décembre 2016, le téléfilm a rassemblé 2,8 millions de téléspectateurs, en France, soit 11,1 % de part d'audience

## Débat
La diffusion du téléfilm sur France 3 a été suivie d'un débat, intitulé Grandir dans une famille recomposée, animé par Carole Gaessler sur le vide juridique concernant le lien légal entre un enfant et le conjoint de ses parents, dans le cas de familles recomposées. Parmi les invités, on compte le psychanalyste Claude Halmos, la présidente du Club des marâtres, Marie-Luce Lovan, et de l'écrivaine Catherine Borth.

## Référence
1. ↑  « Tournage de la fiction TV Les Liens du cœur », sur écla (consulté le 13 octobre 2017).
2. ↑  François, « Les liens du coeur en tournage pour France 3, avec Hélène de Fougerolles », sur Le Blog TV news, 28 octobre 2015 (consulté le 13 octobre 2017).
3. ↑  « Les liens du cœur », sur Le Figaro.fr (consulté le 13 octobre 2017).
4. ↑  « Les liens du cœur », sur Télé 2 semaines, http://www.programme.tv/c20445728-les-liens-du-coeur/les-liens-du-coeur-98970727/ (consulté le 13 octobre 2017).
5. ↑  Benoît Daragon, « L'amour plus fort que la loi », sur Le Parisien, 6 décembre 2016 (consulté le 13 octobre 2017).
6. ↑  Laure-Hélène de Vriendt, « Audiences TV : "Person of interest" sur TF1 bat "Le Père Noël est une ordure" », sur RTL, 7 décembre 2016 (consulté le 13 octobre 2017).
7. ↑  Pierre-Maxime Leprovost, « Les liens du coeur, France 3: le téléfilm avec Hélène de Fougerolles est-il tiré d'une histoire vraie ? », sur Télé Star, 6 décembre 2016 (consulté le 13 octobre 2017).
8. ↑  Stéphanie Fuzeau, « Les Liens du cœur (France 3) : Hélène de Fougerolles est bouleversante en mère courage », sur Télé-Loisirs.fr, 6 décembre 2016 (consulté le 13 octobre 2017).